# カメルーン軍
カメルーン軍（カメルーンぐん）は、カメルーンの軍隊である。最高指揮官はポール・ビヤ大統領。

## 概要
カメルーン軍は陸軍、海軍、空軍から構成されている。
兵力は陸軍12,500名、海軍1,300名、空軍300名となっている。この他に準軍事組織として憲兵隊9,000名を擁する。
- 軍事予算 - 3億2,400万ドル(2007年)

## 歴史

### ボコ・ハラムとの戦闘
2010年代、隣国ナイジェリアの反政府武装組織であるボコ・ハラムが国境沿いで活動するようになり、カメルーン側もしばしば応戦を行っている。2014年8月以降には、同国北部の極北州に2000人以上の兵士が配置されている。
2020年2月14日、ヌトゥボ村で民間人を虐殺する事件を起こした。

## 組織・編制
- カメルーン陸軍
- カメルーン海軍（フランス語版）
- カメルーン空軍 (fr)(de)

### 陸軍
編成は以下の通り。
- 機械化偵察大隊×1
- 歩兵大隊×9
- コマンド/空挺大隊×1
- 砲兵大隊[注釈 1]×1
- 工兵大隊×1
- 大統領警護大隊×1
- 防空大隊[注釈 2]×1
- 特殊部隊×2
  - 迅速介入大隊（フランス語版、ドイツ語版）
  - 迅速介入旅団（フランス語版）

保有装備は以下の通り。
- AML-90×31
- AMX-10RC (装甲車)×6
- フェレット (装甲車)×15
- VBL装甲車×5
- LAV-150×43
- M3ハーフトラック×12

### 海軍
所属艦艇についてはカメルーン海軍艦艇一覧を参照のこと。
基地が ドゥアラ、リンベ、クリビに存在する。

### 空軍
保有機体は以下の通り。
- MB-326×6
- アルファジェット (航空機)×4
- フーガ・マジステール×5
- B-707×1
- C-130H×3
- CN-235×1
- DHC-4×1
- DHC-5D×4
- ガルフストリーム III×1
- IAI-201×1
- PA-23×2
- Do-128D6×2
- Mi-24×3
- SA-342×4
- AS-332×1
- AS-365×1
- ベル 206×3
- SA-318×4
- SA-319×3